# 카테고리아 수페리오레
카테고리아 수페리오레(Kategoria superiore)는 알바니아의 최상위 축구 리그로서 1930년에 현재의 2부 리그 명칭인 카테고리아 에 파레(Kategoria e Pare)라는 명칭으로 시작되었다. 처음에는 여섯개 팀이 리그를 진행하였는데, 1998년에 "카테고리아 수페리오레"라는 명칭의 최상위리그를 새롭게 조직하면서 1998-99시즌부터 16개 팀이 참가하였고, 1999-2000시즌에는 14개 팀으로 줄였고, 2006-07시즌엔 12개 팀으로 줄여 현재에 이르고 있다.
12개 팀이 홈에서 두 번, 원정에서 한 번씩 총 33라운드의 경기를 치르게 된다. 시즌이 시작될 때 일정을 결정하면서 두 번의 홈경기를 치를 상대를 정하게 된다. 시즌이 종료된 후 1위팀은 다음 해 UEFA 챔피언스리그 2차예선에 진출할 수 있게 되고, 2~3위팀과 컵대회 우승 팀은 UEFA 유로파리그 2차예선에 나가게 된다. 최하위 두 팀은 1부 리그로 강등되고 1부 리그에서 두 팀이 승격된다.

## 2024-25 시즌 클럽
- KF 티라나
- KF 엘바사니
- KS 디나모 티라나
- KF 블라즈니아 슈코더르
- KS 테우타 두러스
- KS 슈쿰비니 페킨
- KF 파르티자니 티라나
- KS 베사 카바여
- KS 플라무르타리 블로러
- KS 루슈녀 (2007-08 시즌 1부 리그 승격팀)
- KF 뷜리스 발시 (2007-08 시즌 1부 리그 승격팀)
- KS 아폴로니아 피에르 (2007-08 시즌 1부 리그 승격팀)